# Madja Ganglédi
Madja Ganglédi (auch: Madja, Maja) ist ein Dorf in der Landgemeinde Kellé in Niger.

## Geographie
Das von einem traditionellen Ortsvorsteher (chef traditionnel) geleitete Dorf liegt rund 22 Kilometer südöstlich des Hauptorts Kellé der gleichnamigen Landgemeinde, die zum Departement Gouré in der Region Zinder gehört. Zu weiteren Siedlungen in der Umgebung von Madja Ganglédi zählen Bariki im Nordwesten, Boudjouri im Südosten und die Departementshauptstadt Gouré im Süden.
Es herrscht das Klima der Sahelzone vor, mit einer durchschnittlichen jährlichen Niederschlagsmenge zwischen 300 und 400 mm. Beim Dorf erstreckt sich das 443 Hektar große Waldschutzgebiet Forêt classée de Madja Ganglédi. Die Unterschutzstellung dieses Kautschukbaum-Hains erfolgte am 17. Juli 1976. Der Zustand des Waldes ist im Gleichgewicht. Der Talweg des Trockentals von Madja Ganglédi weist eine Länge von 6,76 km auf. Sein Einzugsgebiet ist 44,55 km² groß. Es bildet einen Teich, mare genannt, der permanent Wasser führt.

## Geschichte
Madja Ganglédi war Mitte der 1970er Jahre noch ein kleiner Weiler. Im Jahr 1975 wurde der Wochenmarkt aus dem Dorf Gadjamni hierher verlegt und Händler und Handwerker ließen sich nieder. Dies zog zahlreiche Zuwanderer aus der Umgebung sowie ehemalige Fulbe-Nomaden, die während der vorangegangenen Hungersnot in der Sahelzone ihr Vieh verloren hatten, an. Die Peulh Lamido Djaroumeye von Madja Ganglédi wurden 1984 offiziell als eigene Fulbe-Gruppierung anerkannt. Ihr erster Anführer war Toudjani Zaroumèye, im Jahr 2002 wurde Alio Djaroumeye Mahamane ihr Anführer.

## Bevölkerung
Bei der Volkszählung 2012 hatte Madja Ganglédi 704 Einwohner, die in 126 Haushalten lebten. Bei der Volkszählung 2001 betrug die Einwohnerzahl 295 in 61 Haushalten und bei der Volkszählung 1988 belief sich die Einwohnerzahl auf 560 in 122 Haushalten.
Die Bevölkerungsdichte in diesem Gebiet ist gering und liegt bei unter 10 Einwohnern je Quadratkilometer.

## Wirtschaft und Infrastruktur
Die Siedlung liegt in einem Gebiet der Naturweidewirtschaft, wobei vor allem die Rinder- und Schafzucht wirtschaftlich bedeutend sind. Sie bildet ein wichtiges Zentrum der Viehwirtschaft südlich des Gebirges Koutous, wofür der nahe gelegene Teich ausschlaggebend ist. Es gibt eine Schule im Dorf. Das nigrische Unterrichtsministerium richtete 1996 gemeinsam mit dem Welternährungsprogramm der Vereinten Nationen zahlreiche Schulkantinen in von Ernährungsunsicherheit betroffenen Zonen ein, darunter eine für Nomadenkinder in Madja Ganglédi.